# AENOR Internacional
AENOR es una empresa que crea confianza entre organizaciones y personas a través de la evaluación de la conformidad (certificación, verificación, validación, inspección y ensayos) la formación y los servicios de información. La entidad comenzó su naturaleza como empresa el 1 de enero de 2017, tras separar la Asociación Española de Normalización y Certificación en dos entidades diferentes, la Asociación Española de Normalización dedicada a la normalización y AENOR dedicada a la certificación.